# Amber Rolfzen
Amber Rolfzen (* 25. August 1994 in Papillion, Nebraska) ist eine ehemalige US-amerikanische Volleyballspielerin.

## Karriere
Rolfzen begann ihre Karriere 2013 im Team der Nebraska Huskers an der University of Nebraska-Lincoln, wo sie auf der Position des Diagonalangriffs spielte. Die Diagnonalangreifern erhielt in ihrer Zeit bei den Huskers den Nebraska Student-Athlete HERO Leadership Award (2014), wurde in mehrere All-Star-Teams gewählt und gewann mit dem Team die nationale Meisterschaft (2015), sowie den ersten Platz bei der Big Ten Conference (2016). Im November 2016 unterlag sie mit dem Team der Nebraska Huskers im Halbfinale der nationalen Meisterschaft in Ohio und verpasste somit die Titelverteidigung.
Nach ihrem Abschluss an der University of Nebraska Ende 2016 gab der amtierende deutsche Meister und Pokalsieger Dresdner SC am 29. Dezember des Jahres die Verpflichtung von Amber Rolfzen bekannt. Sie erhielt einen Vertrag bis zum Ende der laufenden Saison 2016/17. Dort erreichte Rolfzen mit der Mannschaft den dritten Platz in der Meisterschaftswertung. Anschließend wechselte sie nach Frankreich zu Béziers Volley. Am Ende der Saison wurde die Mannschaft erstmals französischer Meister, ehe sie zur Saison 2018/19 zum Ligakonkurrenten Saint-Raphaël Var Volley-Ball wechselte. Mit dem Verein gelang ihr mit dem 7. Platz der Hauptrunde der Einzug in die Play-off-Spiele, wo sie bereits im Achtelfinale dem RC Cannes unterlagen. Rolfzen verließ den Verein nach einer Saison wieder und schloss sich dem italienischen Erstligisten Chieri ’76 Volleyball an. Nachdem die laufende Saison aufgrund der weltweiten COVID-19-Pandemie am 7. März 2020 abgebrochen wurde, verließ Rolfzen den Verein Mitte März mit sofortiger Wirkung und gab im April 2020 das Ende ihrer Karriere bekannt.
2017 spielte Rolfzen für die US-amerikanische Nationalmannschaft beim Pan-American Cup, den die Amerikanerinnen gewannen.

## Privates
Ihre Eltern sind Mark und Teresa Rolfzen, ihre Schwester Kadie Rolfzen ist ebenfalls Volleyballspielerin. Die eineiigen Zwillinge standen gemeinsam im Aufgebot der Nebraska Huskers und waren 2016/17 ebenso zusammen im Kader des Dresdner SC.